# Nikołaj Kuzniecow (1898–1967)
Nikołaj Siemionowicz Kuzniecow (ros. Николай Семёнович Кузнецов, ur. 1898 we wsi Kosa w guberni permskiej, zm. w czerwcu 1967 w Kraju Krasnodarskim) – radziecki polityk, działacz partyjny.

## Życiorys
Od listopada 1916 do 1917 służył w rosyjskiej armii, brał udział w I wojnie światowej. W kwietniu 1917 wstąpił do SDPRR(b), po rewolucji październikowej dowodził oddziałem czerwonej partyzantki, został wzięty do niewoli przez chłopskich powstańców, z której zbiegł na początku 1919. Później wstąpił do Armii Czerwonej w Kajgorodzie w guberni wiackiej, następnie został wyznaczony pełnomocnikiem gubernialnego komitetu RKP(b) w Permie ds. organizowania rejonowych komitetów partyjnych oraz sekretarzem jednego z rejonowych komitetów partyjnych. W 1920 był funkcjonariuszem powiatowej Czeki w Czerdyniu w guberni permskiej, 1920-1922 studiował na Komunistycznym Uniwersytecie im. Swierdłowa, jednocześnie był organizatorem partyjnym Komunistycznego Uniwersytetu Pracujących Wschodu i konsultantem Moskiewskiej Rady Sędziów Ludowych. W 1922 został sekretarzem odpowiedzialnym powiatowego komitetu RKP(b), później do lutego 1926 kierował obwodową szkołą budownictwa radzieckiego i partyjnego w Republice Komi, od lutego 1926 do 12 grudnia 1929 był sekretarzem odpowiedzialnym Komi-Permiackiego Okręgowego Komitetu WKP(b), w 1928 zaocznie ukończył Swierdłowski Instytut Leśny. W 1929 został instruktorem odpowiedzialnym KC WKP(b) i wkrótce potem pomocnikiem kierownika Wydziału Organizacyjno-Instruktorskiego KC WKP(b), w latach 1930-1933 studiował w Historyczno-Partyjnym Instytucie Czerwonej Profesury, po czym został szefem Wydziału Politycznego Stacji Maszynowo-Traktorowej w obwodzie północnokazachstańskim, a 1935-1936 kierował Wydziałem Rolnym Północnokazachstańskiego Komitetu Obwodowego WKP(b). Od 1936 do kwietnia 1937 był I sekretarzem Komitetu Rejonowego WKP(b)/Komunistycznej Partii (bolszewików) Kazachstanu w Kustanaju, wiosną 1937 p.o. I sekretarza, a od maja do listopada 1937 I sekretarzem Komitetu Obwodowego KP(b)K w Kustanaju, następnie od listopada 1937 do maja 1938 p.o. I sekretarza Północnokazachstańskiego Komitetu Obwodowego KP(b)K. 12 grudnia 1937 został deputowanym do Rady Najwyższej ZSRR 1 kadencji.
21 maja 1938 został aresztowany podczas wielkiego terroru pod zarzutem udziału w kontrrewolucyjnej organizacji terrorystycznej i 26 października 1940 skazany na 10 lat pozbawienia wolności. W 1947 został zwolniony, pracował w instytucjach gospodarki leśnej w Bucharze i Troicku, później został agronomem w Kraju Krasnodarskim.